# دوغلاس (لاعب كرة قدم مواليد 1995)
دوغلاس هو لاعب كرة قدم برازيلي في مركز الدفاع، ولد في 1995 في سانتا كروز دو سول في البرازيل. لعب مع ريد بل برازيل.

## وصلات خارجية
- دوغلاس (لاعب كرة قدم) على موقع قاعدة بيانات كرة القدم.إي يو (الإنجليزية)
- دوغلاس (لاعب كرة قدم) على موقع قاعدة بيانات كرة القدم.إي يو (الإنجليزية)
- دوغلاس (لاعب كرة قدم) على موقع قاعدة بيانات كرة القدم.إي يو (الإنجليزية)
- دوغلاس (لاعب كرة قدم) على موقع Soccerway.com (الإنجليزية)